# DT Весов
DT Весов (лат. DT Librae) — одиночная переменная звезда в созвездии Весов на расстоянии (вычисленном из значения параллакса) приблизительно 4632 световых лет (около 1420 парсеков) от Солнца. Видимая звёздная величина звезды — от +15m до +13,4m.

## Характеристики
DT Весов — красная пульсирующая полуправильная переменная звезда (SR) спектрального класса M. Эффективная температура — около 3400 К.